# Montana (oblast)
Montana (Bulgaars: Област Монтана) is een oblast in het noordwesten van Bulgarije. De hoofdstad is het gelijknamige Montana en de oblast heeft 129.637 inwoners (2018).

## Bevolking
Op 31 december 2018 telde de oblast Montana 129.637 inwoners, waarvan 83.412 in 8 steden en 46.225 in 121 dorpen en gehuchten op het platteland. 
| gemeente Montana          | 45 913 | 48 252 | 53 952 | 61 964 | 68 827 | 67 365 | 61 422 | 53 856 | 48 134 |
| gemeente Lom              | 38 368 | 39 985 | 43 062 | 43 672 | 42 879 | 40 260 | 35 077 | 28 139 | 24 543 |
| gemeente Berkovitsa       | 27 020 | 27 684 | 26 754 | 28 639 | 26 536 | 24 999 | 22 664 | 18 803 | 16 343 |
| gemeente Valtsjedram      | 28 723 | 27 261 | 25 190 | 21 951 | 18 293 | 15 858 | 13 146 | 9 900  | 8 493  |
| gemeente Boïtsjinovtsi    | 22 208 | 23 489 | 22 658 | 19 838 | 15 692 | 14 247 | 12 258 | 9 272  | 8 124  |
| gemeente Varsjets         | 12 692 | 12 743 | 11 654 | 12 119 | 11 481 | 11 066 | 9 870  | 8 203  | 7 035  |
| gemeente Broesartsi       | 14 465 | 13 885 | 13 067 | 10 818 | 9 083  | 8 069  | 6 826  | 5 078  | 4 311  |
| gemeente Jakimovo         | 14 938 | 14 059 | 12 570 | 10 552 | 8 055  | 7 104  | 5 885  | 4 332  | 3 841  |
| gemeente Medkovets        | 12 746 | 12 548 | 11 229 | 9 463  | 7 687  | 6 855  | 5 661  | 4 029  | 3 500  |
| gemeente Tsjiprovtsi      | 11 779 | 11 482 | 11 762 | 9 148  | 7 678  | 6 817  | 4 988  | 3 715  | 3 139  |
| gemeente Georgi Damjanovo | 12 799 | 11 669 | 10 690 | 8 739  | 6 545  | 5 558  | 4 461  | 2 771  | 2 174  |

In heel 2016 werden er in oblast Montana 1113 kinderen geboren, waarvan 1106 levendgeborenen en 7 doodgeborenen. Van deze 1113 kinderen werden er vervolgens 719 in steden geboren en 394 op het platteland. Het geboortecijfer is extreem laag en bedroeg 8,1‰ in dat jaar: 8,3‰ in steden en 7,9‰ op het platteland. In dezelfde periode stierven er 2896 mensen: 1370 in steden en 1526 op het platteland. Het sterftecijfer is enorm hoog en bedroeg 21,3‰ in 2016: in steden (15,9‰) is het sterftecijfer veel lager dan op het platteland (30,8‰). Het sterftecijfer op het platteland is tegenwoordig zelfs hoger dan in perioden met oorlogen en epidemieën. De natuurlijke bevolkingsgroei is, op oblast Vidin na, het laagst in Bulgarije (namelijk minus 13,2‰). In steden bedroeg de natuurlijke bevolkingsgroei −7,4‰ en op het platteland bedroeg het −22,9‰. De dorpen op het platteland lopen, net als in de rest van Bulgarije, in een rap tempo leeg. Montana heeft echter een hoger vruchtbaarheidscijfer dan de omliggende oblasten, namelijk 1,74 kinderen per vrouw. In steden krijgt een vrouw 1,61 kinderen en op het platteland loopt dit getal zelfs op tot 2,01 kinderen per vrouw. Het hoge vruchtbaarheidscijfer op het platteland is te wijten aan de aanwezigheid van een grote Romagemeenschap.
Het zuigelingensterfte bedroeg in het jaar 2016 zo'n 12,7‰ en is het op twee na hoogste in Bulgarije (alleen de oblasten Jambol en Kjoestendil hebben een hogere zuigelingensterftecijfer).

#### Etniciteit en religie
In de volkstelling van 2011 vormen etnische Bulgaren zo'n 86,3% van de bevolking van oblast Montana. De oblast heeft verder een grote  Romagemeenschap. In de volkstelling van 2011 bedroeg het aandeel Roma al gauw 12,7% van de totale bevolking, waardoor de oblast Montana het hoogste percentage zigeuners in Bulgarije herbergt.
| Etnische samenstelling per gemeente | Bulgaren (%) | Roma (%) | overig/onbekend (%) |
| oblast Montana                      | 86,3         | 12,7     | 1,0                 |
| ----------------------------------- | ------------ | -------- | ------------------- |
| gemeente Montana                    | 91,9         | 7,3      | 0,8                 |
| gemeente Lom                        | 81,6         | 17,3     | 1,1                 |
| gemeente Berkovitsa                 | 82,4         | 16,7     | 0,9                 |
| gemeente Valtsjedram                | 78,8         | 20,2     | 1,0                 |
| gemeente Boïtsjinovtsi              | 86,9         | 11,6     | 1,5                 |
| gemeente Varsjets                   | 82,0         | 17,4     | 0,6                 |
| gemeente Broesartsi                 | 78,8         | 18,7     | 2,5                 |
| gemeente Jakimovo                   | 83,0         | 16,0     | 1,0                 |
| gemeente Medkovets                  | 83,2         | 16,2     | 0,6                 |
| gemeente Tsjiprovtsi                | 98,7         | 0,6      | 0,7                 |
| gemeente Georgi Damjanovo           | 98,0         | 1,5      | 1,5                 |

Het grootste deel van de bevolking is lid van de Bulgaars-Orthodoxe Kerk, maar er bestaat ook een grote  protestantse gemeenschap (voornamelijk Roma-zigeuners). Verder heeft meer dan één vijfde van de bevolking geen antwoord gegeven op de optionele volkstelling van 2011. . 
| Religieuze samenstelling per gemeente | Bulgaars-Orthodoxe Kerk (%) | Protestantisme (%) | atheïsme/agnost (%) | overig/onbekend (%) |
| oblast Montana                        | 73,8                        | 2,0                | 10,9                | 14,3                |
| ------------------------------------- | --------------------------- | ------------------ | ------------------- | ------------------- |
| gemeente Montana                      | 80,0                        | 1,1                | 10,6                | 8,3                 |
| gemeente Lom                          | 56,3                        | 6,1                | 8,0                 | 29,6                |
| gemeente Berkovitsa                   | 77,0                        | 1,7                | 11,1                | 10,2                |
| gemeente Valtsjedram                  | 67,0                        | 0,4                | 13,3                | 19,3                |
| gemeente Boïtsjinovtsi                | 80,5                        | 0,9                | 9,8                 | 8,7                 |
| gemeente Varsjets                     | 75,7                        | 1,2                | 18,5                | 4,6                 |
| gemeente Broesartsi                   | 65,5                        | 0,5                | 26,5                | 7,5                 |
| gemeente Jakimovo                     | 84,4                        | 1,0                | 6,7                 | 7,9                 |
| gemeente Medkovets                    | 73,9                        | 0,4                | 16,4                | 9,3                 |
| gemeente Tsjiprovtsi                  | 84,7                        | 0,1                | 2,2                 | 13,0                |
| gemeente Georgi Damjanovo             | 97,9                        | 0,2                | 0,4                 | 1,5                 |

#### Leeftijdsstructuur
Montana heeft een oudere bevolking dan de rest van Bulgarije. Op 31 december 2018 was al 26,3% van de bevolking 65 jaar of ouder. Dit is vijf procentpunten hoger dan het Bulgaarse gemiddelde van 21,3% in datzelfde jaar.  De levensverwachting is lager dan in de rest van Bulgarije en bedroeg 72,7 jaar in de periode 2016-2018.  De levensverwachting van de mannelijke bevolking is zelfs het laagst in heel Bulgarije (69,4 jaar). De vrouwelijke bevolking wordt gemiddeld genomen iets ouder, namelijk zo'n 76,4 jaar oud.
| Leeftijdscategorie      | Totaal  | 0 – 9  | 10 - 19 | 20 - 29 | 30 - 39 | 40 - 49 | 50 - 59 | 60 - 69 | 70 - 79 | 80+   |
| Absolute aantal in 2016 | 134.669 | 11.941 | 12.483  | 12.616  | 15.192  | 19.035  | 18.487  | 21.297  | 15.310  | 8.308 |
| Absolute aantal in 2011 | 143.467 | 11.635 | 13.932  | 14.338  | 17.623  | 18.835  | 20.420  | 22.149  | 16.529  | 8.006 |
| Bulgaren (%)            | 86,3    | 66,8   | 75,5    | 77,3    | 83,8    | 88,3    | 90,4    | 94,0    | 96,4    | 98,3  |
| Roma/zigeuners (%)      | 12,7    | 29,0   | 23,8    | 21,9    | 15,6    | 10,9    | 8,6     | 5,5     | 3,1     | 1,3   |

Een groot deel van de kinderen wordt geboren in etnische Roma-gezinnen. In de volkstelling van 2011 was zelfs 29% van de kinderen in de leeftijdscategorie van 0 tot en met 9 jaar van Romani achtergrond, terwijl de Roma geen eens 13% van de totale bevolking vormen. Vooral in de oudere leeftijdscategorieën vindt men weinig etnische Roma, maar wel een steeds hogere aandeel etnische Bulgaren. Dit is het gevolg van een hoge geboortecijfer en een relatief lage levensverwachting onder de etnische Roma/zigeuners. In de gemeente Valtsjedram heeft zelfs meer dan de helft van de kinderen een Roma-achtergrond. 

## Economie
Montana is een van de armste provincies in Bulgarije. Het gemiddeld jaarsalaris bedraagt 7800 Bulgaarse lev. Dat is een BBP van ongeveer €4000 per hoofd van de bevolking. De BBP per sector ziet er als volgt uit: diensten (52%), industrie (33%) en landbouw (15%). Desalniettemin is het werkloosheidspercentage enorm gedaald in de periode 2012-2017: van 17% naar 10%.

## Gemeenten
| - Berkovitsa - Boïtsjinovtsi - Broesartsi - Georgi Damjanovo - Lom - Medkovets |  | - Montana - Tsjiprovtsi - Valtsjedram - Varsjets - Jakimovo |

Blagoevgrad · Boergas · Chaskovo · Dobritsj · Gabrovo · Jambol · Kjoestendil · Kardzjali · Lovetsj · Montana · Pazardzjik · Pernik · Pleven · Plovdiv · Razgrad · Roese · Silistra · Oblast Sofia · Sofia-Hoofdstad · Sjoemen · Sliven · Smoljan · Stara Zagora · Targovisjte · Varna · Veliko Tarnovo · Vidin · Vratsa